# Urspelerpes brucei
Az Urspelerpes brucei a kétéltűek (Amphibia) osztályába, a farkos kétéltűek (Caudata) rendjébe és a tüdőtlenszalamandra-félék (Plethodontidae) családjába tartozó faj.

## Előfordulása
A fajt 2009-ben fedezték fel az Appalache-hegységben.

## Megjelenése
Kis termetű, átlagosan 25–26 mm hosszú szalamandra. Észak-Amerika keleti részén az egyetlen tüdő nélküli szalamandrafaj, amelyiknél a hím és a nőstény eltérő színezetet visel. Különleges, hogy lábaikon öt-öt ujj van.

## Külső hivatkozások
- A faj szerepel a Természetvédelmi Világszövetség Vörös Listáján. IUCN. (Hozzáférés: 2011. augusztus 20.)
- Új szalamandrafajt fedeztek fel. index.hu, 2009. július 10. (Hozzáférés: 2009. július 19.)
- Matt Walker: Striking salamander species found. Earth News. BBC News Online, 2009. július 8. (Hozzáférés: 2009. július 10.) (angolul)
- http://www.warnell.uga.edu/h/alumni/flog/pdf/log_F08.pdf%5B%5D (angolul)
- Warnell researchers help discover second smallest salamander in U.S.. Warnell News. Daniel B. Warnell School of Forestry and Natural Resources, 2009. július 7. [2009. július 15-i dátummal az eredetiből archiválva]. (Hozzáférés: 2009. július 9.) (angolul)
- Képek Archiválva 2009. július 14-i dátummal a Wayback Machine-ben, Caudata Culture